# David Kew
David Kew est un monteur, réalisateur et producteur britannique.

## Biographie

### Carrière professionnelle
David Kew étudie les beaux-arts à la Chelsea School of Art. Parallèlement, il voyage beaucoup en Asie du Sud-Est où il tourne son premier film de fin de cursus universitaire, The Sakkudei, sur l'île de Siberut. À la fin de ses études, il crée une série de documentaires pour la National Gallery à Londres, avant de devenir un monteur freelance.
En 1990, il est chef du département de montage pour treize premiers épisodes de la série télévisée The Word sur Channel 4. Il monte des vidéo-clips et des concerts pour Blur, Oasis, Traveling Wilburys, Eurythmics et Take That, avant d'étudier la réalisation à la National Film and Television School. En plus de son diplôme, il reçoit de l'école le prix du meilleur court-métrage pour The Cold Earth, un film sur la Première Révolution anglaise dans les Black Mountains (Pays de Galles).
En 2002, il réalise Life for Daniel pour la nouvelle chaîne BBC Four, en parallèle avec Judge John Deed (BBC One) et S*T*A*R*S (CITV), après avoir réalisé le documentaire Living on Water pour Channel 4. En 2007 et 2008, il est le réalisateur de la seconde équipe et monteur de The Club. Après avoir rencontré le réalisateur et producteur Neil Thompson sur le tournage de ce dernier, ils co-réalisent Twenty8k en 2012.

### Vie privée
David Kew vit avec sa compagne et son fils dans une péniche hollandaise sur la Tamise.

## Filmographie

### Monteur
- 1992 : Runrig: Wheel in Motion (vidéo)
- 1992 : Road Trip (court-métrage)
- 1995 : Take That: Nobody Else - The Movie
- 1998 : Andrea Bocelli: A Night in Tuscany
- 2001 : Living on Water (téléfilm)
- 2001–2002 : S*T*A*R*S (série télévisée, 13 épisodes)
- 2001–2005 : Judge John Deed (série télévisée, 6 épisodes)
- 2002 : Life for Daniel (téléfilm)
- 2004 : Bob Monkhouse's Comedy Heroes (téléfilm)
- 2007 : The True History of the Traveling Wilburys (court-métrage)
- 2008 : The Club
- 2012 : Twenty8k
- 2013 : The Last of the Watermen (court-métrage)

### Réalisateur
- 2001 : Living on Water (téléfilm)
- 2001 : S*T*A*R*S (série télévisée)
- 2002 : Life for Daniel (téléfilm)
- 2002 : Judge John Deed (série télévisée, 1 épisode)
- 2012 : Twenty8k
- 2013 : The Last of the Watermen (court-métrage)

### Producteur
- 2001 : Living on Water (téléfilm)
- 2013 : The Last of the Watermen (court-métrage)